# South Gregory River
Der South Gregory River ist ein Fluss im Osten des australischen Bundesstaates Queensland.

## Geografie

### Flusslauf
Der Fluss entspringt etwa 30 Kilometer östlich von Maiden Springs und rund sieben Kilometer östlich der Kennedy Developmental Road in der Great Dividing Range, etwa 110 Kilometer nördlich von Hughenden. Er fließt nach Norden und Nordosten und bildet bei Gregory Springs zusammen mit dem North Gregory River den Gregory River.

### Nebenflüsse mit Mündungshöhen
Er hat folgende Nebenflüsse:
- Oaky Creek – 699 m
- Dry River – 674 m